# Фатау, Мохаммед
Мохаммед Фатау (фр. Mohammed Fatau; родился 24 декабря 1992 года, в Аккре, Гана) — ганский футболист, полузащитник иракского клуба «Заху».

## Клубная карьера
Мохаммед родился в Аккре, и присоединился к итальянскому клубу «Удинезе» в июле 2010 года, после того, как год отыграл в ганском «Асанте Котоко». Он переехал в испанскую «Гранаду» в январе следующего года, и стал играть за резервную команду в региональной лиге.
12 августа 2011 года Фатау был отправлен в аренду в «Кадис», но сумел сыграть только за вторую команду клуба в Терсере. 27 июля следующего года он присоединился к «Сан-Роке», выступающему в Сегунде Дивизион B, также на правах аренды; и завершил сезон, сыграв 33 матча (2899 минут на поле).